# توافق دفاعی پنج قدرت
توافق دفاعی پنج قدرت (انگلیسی: Five Power Defence Arrangements، مخفف: FPDA، ترجمه تحت‌اللفظی: تدارکات دفاعی پنج قدرت) که «توافق‌های دفاعی پنج قدرت» هم گفته‌شده، یک مجموعه روابط دو جانبه دفاعی است که توسط یک سری توافق نامه چند جانبه بین کشورهای استرالیا، مالزی، نیوزیلند، سنگاپور و بریتانیا ایجاد گردید، همه این کشورها عضو قلمروی مشترک‌المنافع می‌باشند و در دورانی به امپراتوری بریتانیا تعلق داشتند.
این توافق نامه که در سال ۱۹۷۱ به امضاء کشورهای فوق رسید، پنج قدرت را دربرگرفته است که در صورت تهدید یا حمله نظامی به هر کدام از کشورها عضو، «بی‌درنگ» با یکدیگر رایزنی می‌کنند تا تصمیم بگیرند در پاسخ به آن، چه اقداماتی به صورت مشترک یا جداگانه انجام دهند.
در این توافق نامه هیچ تعهدی برای مشارکت کشورهای عضو در مداخله نظامی احتمالی، ذکر نگردیده است و تنها در مورد رایزنی بین کشورهای عضو می‌باشد. توافق دفاعی پنج قدرت هیچ اشاره ای به منطقه انحصاری اقتصادی (مخفف انگلیسی: EEZ) نکرده‌است و موارد حقوقی در این موارد که مرتبط با منطقه انحصاری اقتصادی کشورها می‌باشد فقط به آن کشور ربط دارد و ممکن است برای حل آن معضل از کشورهای غیرعضو این گروه کمک بگیرد.